# Президентские выборы на Филиппинах (1941)
Президентские выборы в Филиппинах 1941 года состоялись 11 ноября 1941 года на Филиппинах и проходили одновременно с парламентскими и местными выборами. Действующий президент Мануэль Кесон получил 81,78 % голосов и был переизбран на второй срок, также на второй срок был переизбран вице-президент Филиппин Серхио Осменья.
После оккупации Японской империей Филиппин, в 1943 году японские оккупационные власти провозгласили создание марионеточного государства — Второй Филиппинской Республики, президентом которой под контролем японских властей был избран Хосе Лаурель. Таким образом, с 1943 по 1945 годы на Филиппинах было де-факто два президента: Мануэль Кесон (скончался от туберкулёза в 1944, пост президента занял вице-президент Серхио Осменья и занимал его до 1946 года) и Х. Лаурель до его ареста американскими оккупационными властями в 1945 году.

## Результаты голосования

### Выборы президента
| Кандидат          | Партия | Партия                        | Результаты    | Результаты |
| Кандидат          | Партия | Партия                        | Число голосов | %          |
| ----------------- | ------ | ----------------------------- | ------------- | ---------- |
| Мануэль Кесон     |        | Националистическая            | 1,340,320     | 81.78 %    |
| Хуан Сумулонг     |        | Национальная социалистическая | 298,608       | 18.22 %    |
| Педро Абад Сантос |        | Социалист                     |               |            |
| Иларио Монкадо    |        | Модернист                     |               |            |
| Всего             | Всего  | Всего                         | 1,638,928     | 100,00 %   |

### Выборы вице-президента
| Кандидат       | Партия | Партия             | Результаты    | Результаты |
| Кандидат       | Партия | Партия             | Число голосов | %          |
| -------------- | ------ | ------------------ | ------------- | ---------- |
| Серхио Осменья |        | Националистическая | 1,445,897     | 92.10 %    |
| Эмилио Хавьер  |        | Народный фронт     | 124,035       | 7.90 %     |
| Всего          | Всего  | Всего              | 1,569,932     | 100,00 %   |